# Singspiel

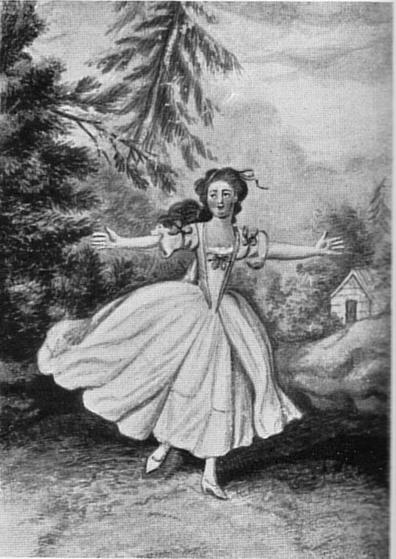
Demoiselle Huber als Elmire in Goethes Singspiel „Erwin und Elmire“ Zeichnung von Chodowiecki S78

Le Singspiel [ziŋɡʃpiːl] (au pluriel, en allemand, Singspiele ou Singspiels en français) est une œuvre théâtrale jouée et chantée en allemand, proche de l'opéra-comique français. Il se caractérise par l'alternance de dialogues parlés, parfois accompagnés de musique, et d'airs chantés, souvent de coloration populaire.

## Origines
L'opéra Seelewig (1644) de Sigmund Theophil Staden, le premier opéra en langue allemande dont la musique ait été conservé, est l'ancêtre du singspiel, mais composé dans le style italien de l'époque, sans caractéristique germanique.
Les premiers Singspiele furent probablement des traductions allemandes d'opéras-comiques français du XVIIIe siècle et de ballad operas anglais de la même époque. Ces divertissements populaires étaient souvent le fait de troupes itinérantes plutôt que de compagnies établies dans les centres métropolitains.
Les livrets des Singspiele, souvent colorés d'éléments magiques, généralement de nature comique ou romantique, présentent des visions caricaturales du bien et du mal et mettent en scène des créatures fantastiques. Toutefois, des sujets plus sérieux sont parfois abordés, surtout par les compositeurs majeurs.
Mozart est le premier compositeur majeur de singspiel, celui qui donne ses lettres de noblesse au genre. Il écrit son premier Singspiel, Bastien et Bastienne, en 1768. Il continue dans le genre avec Zaide (1780), L'Enlèvement au sérail (1782), Der Schauspieldirektor (Le directeur de théâtre) en 1782, et La Flûte enchantée en 1791 (l'année de sa mort). Dans un registre parallèle à l'inspiration religieuse, Mozart avait composé Die Schuldigkeit des ersten Gebots, Geistliches Singspiel (Le Devoir du premier Commandement, Singspiel spirituel), à l'âge de 11 ans, en 1767. Seule la première partie subsiste (les deux autres ont été composées par deux autres auteurs et sont perdues actuellement).
Au début du XIXe siècle, le Singspiel représente l'opéra national allemand, avec notamment Ludwig van Beethoven (Fidelio (1803-1814)) et Carl Maria von Weber (Der Freischütz (1817-1820)).

## Postérité
Après Weber, peu de Singspiele sont composés, c'est un genre qui tombe en désuétude. Notons néanmoins que musicalement, les opéras de Richard Wagner et de Richard Strauss sont les successeurs directs des Singspiele.